# Studena (Románia)
Studena románul: Studena, falu Romániában, a Bánságban, Krassó-Szörény megyében.

## Fekvése
Somosréve (Cornereva) mellett fekvő település.

## Története
Studena korábban Somosréve (Cornereva) része volt. 1956-ban vált külön településsé 74 lakossal.
1966-ban 99, 1977-ben 82, 1992-ben 72, a 2002-es népszámláláskor pedig 61 román lakosa volt.